# Nesapterus similis
Nesapterus similis är en skalbaggsart som beskrevs av Scott 1908. Nesapterus similis ingår i släktet Nesapterus och familjen glansbaggar. Inga underarter finns listade i Catalogue of Life.